# Модок (Індіана)
Модок (англ. Modoc) — місто (англ. town) в США, в окрузі Рендолф штату Індіана. Населення — 157 осіб (2020).

## Географія
Модок розташований за координатами 40°2′44″ пн. ш. 85°7′34″ зх. д. / 40.04556° пн. ш. 85.12611° зх. д. (40.045471, -85.126237).  За даними Бюро перепису населення США в 2010 році місто мало площу 0,27 км², уся площа — суходіл.

## Демографія
Згідно з переписом 2010 року, у місті мешкало 196 осіб у 72 домогосподарствах у складі 50 родин. Густота населення становила 732 особи/км².  Було 87 помешкань (325/км²).
Расовий склад населення:
| - 94,9 % — білих - 2,0 % — вихідців з тихоокеанських островів - 0,5 % — чорних або афроамериканців |

До двох чи більше рас належало 2,0 %. Частка іспаномовних становила 1,5 % від усіх жителів.
За віковим діапазоном населення розподілялося таким чином: 30,1 % — особи молодші 18 років, 55,6 % — особи у віці 18—64 років, 14,3 % — особи у віці 65 років та старші. Медіана віку мешканця становила 33,0 року. На 100 осіб жіночої статі у місті припадало 117,8 чоловіків;  на 100 жінок у віці від 18 років та старших — 124,6 чоловіків також старших 18 років.
Середній дохід на одне домашнє господарство  становив 55 703 долари США (медіана — 40 833), а середній дохід на одну сім'ю — 63 682 долари (медіана — 42 679). За межею бідності перебувало 16,5 % осіб, у тому числі 29,8 % дітей у віці до 18 років та 6,1 % осіб у віці 65 років та старших.
Цивільне працевлаштоване населення становило 75 осіб. Основні галузі зайнятості: виробництво — 21,3 %, сільське господарство, лісництво, риболовля — 14,7 %, транспорт — 13,3 %.